# Den stora gåtan
Den stora gåtan är en diktsamling av poeten Tomas Tranströmer utgiven 2004.
Diktsamlingen består av 5 inledningsdikter och 45 haikudikter ordnade i 11 sviter. Bärande teman är döden, livsgåtorna och den förunderliga naturen och människan. Hösten 1990 drabbades Tomas Tranströmer av en hjärnblödning och blev delvis förlamad, vilket gjorde det betydligt mer mödosamt för honom att skriva än tidigare.
Till bokens omslag valde Tomas Tranströmer en målning av Peter Frie, föreställande blåvit himmel över en skymningssiluett. Det ledde till ett samarbete där Peter Frie inspirerad av Tomas Tranströmers haikudikter målade 13 landskap i små format som ställdes ut 2007.
Tomas Tranströmer nominerades till Augustpriset 2004 för Den stora gåtan. Motiveringen var att ”Tomas Tranströmers diktning har genomgått oavbruten förtätning och utveckling. Den stora gåtan bärs upp av en tankens klarhet och en erfarenhetens vidsyn som försonar i stället för att söka övertyga. En mästerligt mångskiftande uppsättning haikudikter ger ständigt nya upplevelser av vad som ryms i själva begreppet poesi.”

## Innehåll

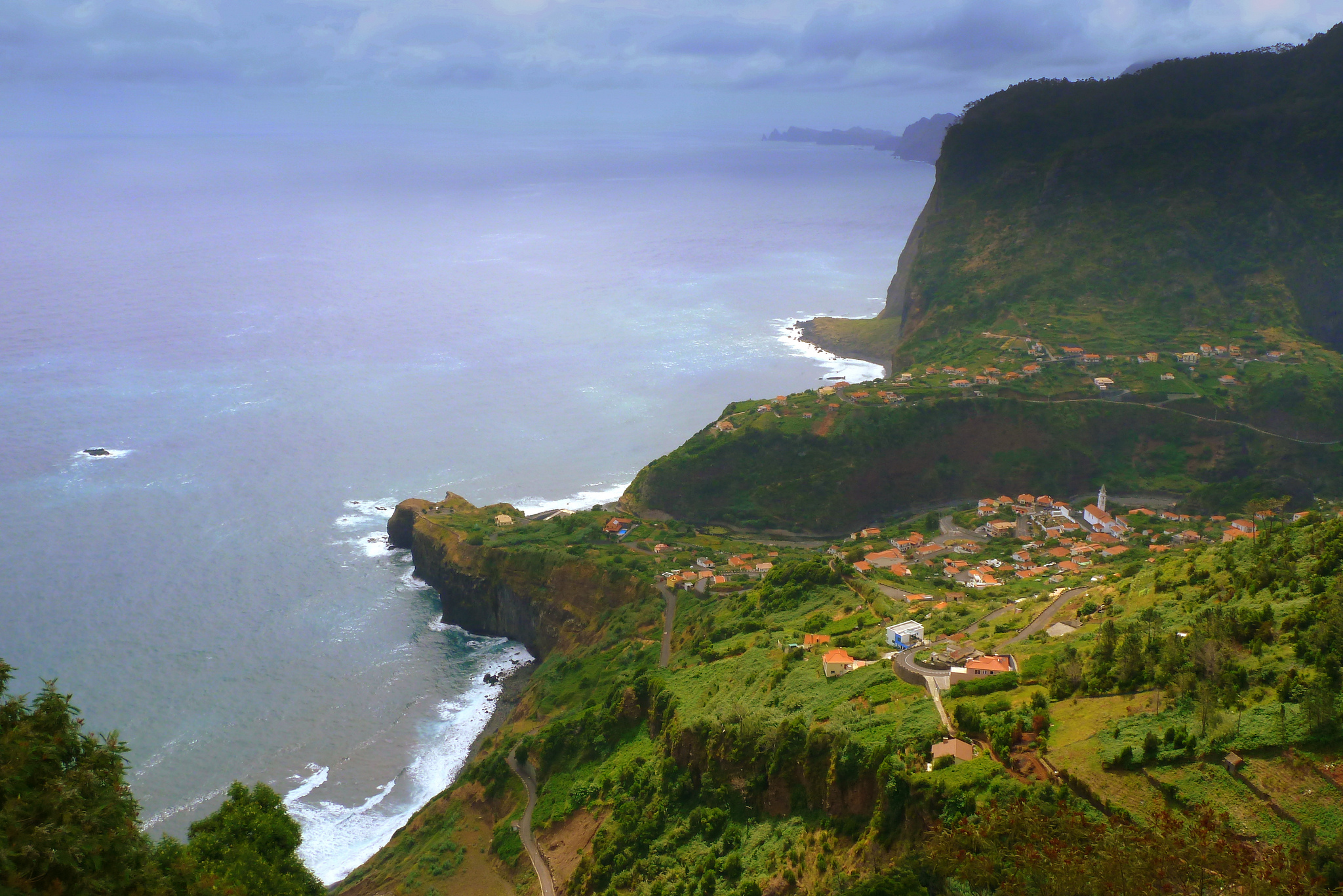
Vy över Penha de Águia (Örnklippan) nära Santana, Madeira.

- Örnklippan[8]
- Fasader
- November
- Snö faller
- Namnteckningar
- Haikudikter

## Ljudbok
Den stora gåtan finns inspelad som ljudbok uppläst av Krister Henriksson. Utöver dikterna spelar Tomas Tranströmer sju pianokompositioner ur sin repertoar av vänsterhandsstycken:
- Nachklangstudie I — Josef Matthias Hauer
- Verloren ins weite Blau — Josef Matthias Hauer
- Preludium nr 3 — Federico Mompou
- Tranströmeriana III — Maurice Karkoff
- Cloches dans le matin — Cor de Groot
- Melodia — Werner Wolf Glaser
- Preludium — Klimenty Korchmaryov